# Luis Resto (Musiker)
Luis Edgardo Resto (* 22. Juli 1961 in Ann Arbor, Michigan) ist ein US-amerikanischer Musiker, Songwriter, Produzent und Keyboarder puerto-ricanischer Abstammung. Er kommt aus Detroit und wurde vor allem durch seine Zusammenarbeit mit dem Hip-Hop-Künstler Eminem bekannt.

## Karriere
Resto arbeitet seit 2001 mit dem Rapper Eminem zusammen. Gleich eines der ersten gemeinsam produzierten Lieder, Lose Yourself, war überaus erfolgreich und erhielt bei der Oscarverleihung 2003 den Award als Bester Song (8 Mile). Seitdem entstanden viele weitere in Zusammenarbeit produzierte und geschriebene Songs, vor allem für Eminems Album Encore, Tupac Shakurs Tonträger Loyal to the Game, Obie Trices Veröffentlichung Second Round’s on Me und Bad Meets Evils EP Hell: The Sequel.
Zumeist spielt Resto bei den Instrumentalen die Keyboard-Spuren ein und wird als zusätzlicher Produzent (Additional Producer) gelistet. Vereinzelt ist er auch für die Perkussions oder weitere Klangerzeugung per Sampler verantwortlich. Außerdem fungiert er des Öfteren beim Songwriting als Co-Autor.
Am 18. Mai 2010 veröffentlichte Resto seine erste eigene EP Combo de Momento und am 1. Juni 2012 folgte das Album One Small Light.

## Diskografie

### Alben
- 2012: One Small Light

### EPs
- 2010: Combo de Momento

### Produktionen (Auswahl)
An folgenden Liedern hat Luis Resto als Produzent oder Songwriter mitgewirkt:

#### 2002
- Various Artists – 8 Mile

01. "Lose Yourself"
05. "Places to Go"

#### 2003
- Jay-Z – The Black Album

09. "Moment of Clarity"

#### 2004
- Eminem – Encore

02. "Evil Deeds"
04. "Yellow Brick Road"
05. "Like Toy Soldiers"
07. "Puke"
08. "My 1st Single"
15. "Spend Some Time"
16. "Mockingbird"
17. "Crazy in Love"
18. "One Shot 2 Shot"
20. "Encore/Curtains Down"
- Eminem – Encore (Deluxe Version)

01. "We as Americans"
02. "Love You More"
03. "Ricky Ticky Toc"
- 2Pac – Loyal to the Game

01. "Soldier Like Me (Return of the Soulja)"
02. "The Uppercut"
03. "Out on Bail"
04. "Ghetto Gospel"
05. "Black Cotton"
06. "Loyal to the Game"
07. "Thugs Get Lonely Too"
08. "N.I.G.G.A. (Never Ignorant about Getting Goals Accomplished)"
09. "Who Do You Love?"
10. "Crooked Nigga Too"
11. "Don’t You Trust Me?"
12. "Hennessy"
13. "Thug 4 Life"

#### 2005
- 50 Cent – The Massacre

02. "In My Hood"
04. "I’m Supposed to Die Tonight"
10. "Ski Mask Way"
16. "My Toy Soldier"
- Obie Trice – Second Round’s on Me

02. "Wake Up"
03. "Violent"
05. "Lay Down"
06. "Snitch"
08. "Ballad of Obie Trice"
09. "Jamaican Girl"
10. "Kill Me a Mutha"
12. "All of My Life"
13. "Ghetto"
14. "There They Go"
17. "Everywhere I Go"
18. "Obie Story"

#### 2007
- Cashis – The County Hound EP

06. "Pistol Poppin’"

#### 2009
- Eminem – Relapse

17. "Beautiful"
- Eminem- Relapse: Refill

4. "Elevator"
- Lil Wayne – Rebirth

8. "Drop the World"

#### 2010
- B.o.B – B.o.B Presents: The Adventures of Bobby Ray

12. "Airplanes, Part II"
- Eminem – Recovery

5. "W.T.P."
7. "Not Afraid"
- Lloyd Banks – The Hunger for More 2

17. "Where I’m At"

#### 2011
- Bad Meets Evil — Hell: The Sequel

01. "Welcome 2 Hell"
02. "Fast Lane"
03. "The Reunion"
04. "Above the Law"
06. "A Kiss"
09. "Loud Noises"

#### 2013
- Eminem – The Marshall Mathers LP 2

04. "So Much Better"
10. "Brainless"
11. "Stronger Than I Was"
- Eminem – The Marshall Mathers LP 2 (Deluxe Version)

01. "Baby"

#### 2014
- Shady Records – Shady XV

03. "Die Alone"
04. "Vegas"
09. "Fine Line"
10. "Twisted"
11. "Right for Me"

#### 2015
- Yelawolf – Love Story

03. "American You"
- Various Artists – Southpaw (Soundtrack)

04. "This Corner"
09. "All I Think About"
13. "Phenomenal"

#### 2017
- Eminem – Revival

03. "Believe"

#### 2018
- Nicki Minaj – Queen

02. "Majesty"
- Eminem – Kamikaze

07. "Stepping Stone"
13. "Venom"

#### 2020
- Eminem – Music to Be Murdered By

01. "Premonition - Intro"
03. "You Gon’ Learn"
07: "Godzilla"
08. "Darkness"
12. "Stepdad"
13. "Marsh"
19. "I Will"
- Eminem – Music to Be Murdered By – Side B

04. "Tone Deaf"
05. "Book of Rhymes"

#### 2024
- Eminem – Houdini